# Minyas cyanea
Minyas cyanea är en havsanemonart som först beskrevs av Brandt 1835.  Minyas cyanea ingår i släktet Minyas och familjen Minyadidae. Inga underarter finns listade i Catalogue of Life.